# 神采飛揚 (漫畫)
《神采飛揚》是惣領冬實的首部長篇日本漫畫。於1985年至1988年間在漫畫雜誌《週刊少女Comic》上連載，單行本全10冊。本作為1987年第33屆小學館漫畫賞少女部門得獎作。1992年改編為電視動畫。

## 故事簡介
高刀柾因各種因素一度放棄喜愛的籃球，某天他幫助了同班的可奈子，因此也與可奈子熟悉了起來，溫柔穩重的可奈子及學校的體育老師仲津川影響了柾，使他重回籃球場，三人之間也形成微妙的關係。

## 主要角色
高刀柾
高二生。在四兄弟中排行第三，性格衝動。
中學時是帶領學校籃球隊拿到全國冠軍的好手，但不為注重學業成績的父親認同，為獲父親青睞拼命念書考上升學率高的高中，但適應不良脾氣也變暴躁，最後在路上與人起衝突，因打傷路人遭學校退學，轉學至若葉台東高中。
結城可奈子
柾的同班同學，因心臟病曾休學，比同學都大兩歲，秀外慧中，性格穩重。
小學時開始傾慕仲津川莊，曾經夢想與莊結婚，後來目睹莊與姊姊接吻大受打擊。在姊姊車禍身亡後，因自責開始壓抑表達自我，但遇到柾以後開始改變。
仲津川莊
若葉台東的體育老師，大學時是優秀的籃球選手，因阿基里斯腱受傷終止球員生涯。過去與可奈子的姊姊乃里子是情侶。
原本在名校陵北高中擔任籃球隊教練，帶領籃球隊拿到全國冠軍，但想就近關照患病的可奈子而到現在的學校任教。

## 出版書籍
單行本
| 卷數 | 小學館         | 小學館             | 東立出版社    | 東立出版社         |
| 卷數 | 發售日期       | ISBN               | 發售日期      | ISBN               |
| ---- | -------------- | ------------------ | ------------- | ------------------ |
| 1    | 1985年11月26日 | ISBN 4-09-132161-5 | 2000年6月28日 | ISBN 957-34-9564-3 |
| 2    | 1986年1月25日  | ISBN 4-09-132162-3 | 2000年7月30日 | ISBN 957-34-9565-1 |
| 3    | 1986年7月24日  | ISBN 4-09-132163-1 | 2000年9月15日 | ISBN 957-34-9924-X |
| 4    | 1986年10月25日 | ISBN 4-09-132164-X | 2000年12月1日 | ISBN 957-34-9925-8 |
| 5    | 1987年1月26日  | ISBN 4-09-132165-8 | 2001年1月15日 | ISBN 957-34-9926-6 |
| 6    | 1987年5月26日  | ISBN 4-09-132166-6 | 2001年3月22日 | ISBN 957-34-9927-4 |
| 7    | 1987年8月19日  | ISBN 4-09-132167-4 | 2001年5月11日 | ISBN 957-73-1671-9 |
| 8    | 1987年12月15日 | ISBN 4-09-132168-2 | 2001年6月5日  | ISBN 957-73-1672-7 |
| 9    | 1988年3月26日  | ISBN 4-09-132169-0 | 2001年6月28日 | ISBN 957-73-1673-5 |
| 10   | 1988年4月23日  | ISBN 4-09-132170-4 | 2001年9月6日  | ISBN 957-73-1674-3 |

文庫版
| 卷數 | 講談社         | 講談社                 |
| 卷數 | 發售日期       | ISBN                   |
| ---- | -------------- | ---------------------- |
| 1    | 1997年10月9日  | ISBN 978-4-06-303079-2 |
| 2    | 1997年10月9日  | ISBN 978-4-06-303080-8 |
| 3    | 1997年11月11日 | ISBN 978-4-06-303081-5 |
| 4    | 1997年11月11日 | ISBN 978-4-06-303082-2 |
| 5    | 1997年12月9日  | ISBN 978-4-06-303083-9 |
| 6    | 1997年12月9日  | ISBN 978-4-06-303084-6 |

## 電視動畫版
1992年2月11日19時至20時54分於東京電視台播出，全1話。

### 配音員
- 高刀柾 - 辻谷耕史
- 結城可奈子 - 日高範子
- 仲津川莊 - 井上和彥
- 曾笛亞樹良 - 矢尾一樹
- 戶川亞季 - 水谷優子
- 可奈子之父 - 山田俊司
- 可奈子之母 - 瀧澤久美子
- 高刀之父 - 梅津秀行
- 高刀美和子 - 關根明子
- 高刀正雄 - 鹽澤兼人
- 高刀正彥 - 井上瑤
- 林野麻美 - 横山智佐
- 羽生惠 - 冬馬由美
- 尾木透 - 山口勝平
- 古賀 - 子安武人

### 製作人員
- 企画 - 和田豐、木森一隆
- 製作 - 小泉洋（東芝EMI）、今西和人（東京電視台）、橋本清（KDD Creative）
- 原作 - 惣領冬実
- 脚本 - 小出一巳
- 分鏡 - 四分一節子、冨永恒雄
- 演出 - 五月女有作
- 人物設計、作畫監督 - 小林ゆかり
- 副人物設計、作畫監督 - 池田裕治
- 美術監督 - 脇威志
- 攝影監督 - 岡崎英夫、藤田正明
- 音響監督 - 松浦典良
- 音樂監督 - 神井裕行
- 動畫製作人 - 松崎義之、關口重晴
- 動畫製作 - Magic Bus
- 監督 - 出﨑哲

### 主題曲
片頭曲
作詞、作曲 - 荒井由實 / 編曲 - 新川博 / 歌 - 仲代奈緒（東芝EMI）
片尾曲
作詞 - 吉元由美 / 作曲、編曲 - 勝山俊一郎 / 歌 - 仲代奈緒（東芝EMI）